# B.C.リッチ・ワーロック
B.C.リッチ・ワーロック (B.C. Rich Warlock)は、B.C.リッチ・ギターズが製造するエレクトリック・ギター。エレクトリック・ベースギターモデルも存在する。このギターは、その尖ったボディ形状に特徴があり、2基のハムバッカー・ピックアップを搭載している。ミック・トムソン (スリップノット)、ロブ・フリン (マシーン・ヘッド)、ケリー・キング (スレイヤー)、ロード・アーリマン (ダーク・フューネラル)、チャック・モル (ダーク・フューネラル)、ルネ・エリクセン (メイヘム等)、パオロ・グレゴリート (トリヴィアム)、ポール・スタンレー (キッス)、ブラッキー・ローレス (W.A.S.P.等)、ニクラス・エンゲリン（イン・フレイムス等）が著名な使用者である。
ワーロックには様々なモデル（バリエーション）がある。以下に、価格昇順でモデルを示す。
エレクトリック・ギター
- B.C. Rich Bronze Series Electric Guitar
- B.C. Rich Revenge Warlock
- B.C. Rich Red Bevel Warlock Guitar and Amp Pack
- B.C. Rich Metal Master Warlock
- B.C. Rich Warlock IT Electric Guitar
- B.C. Rich Kerry King Warlock with Kahler Tremolo
- B.C. Rich NJ Deluxe Warlock Electric Guitar

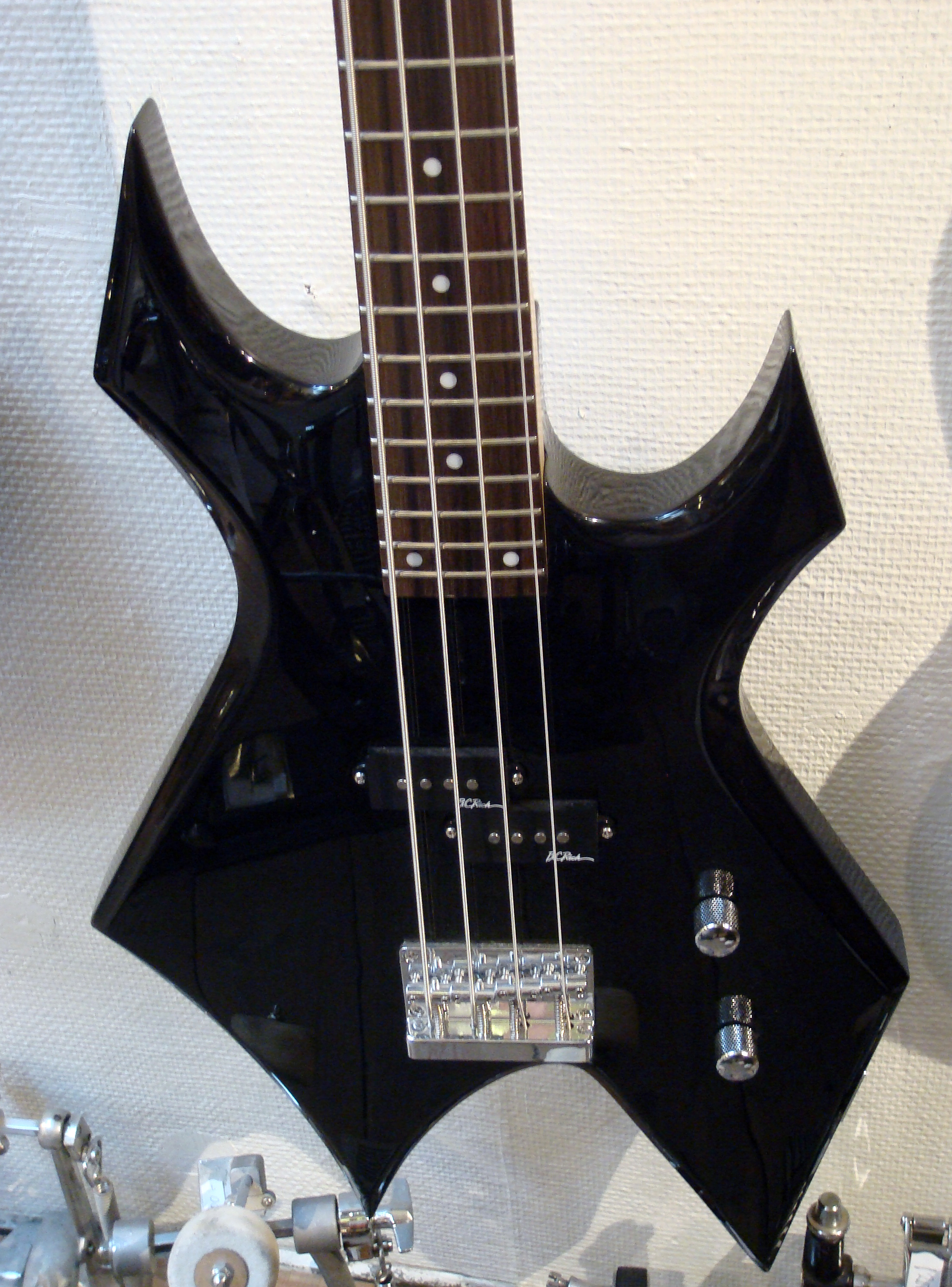
B.C.リッチ・ワーロック・ベース

- B.C. Rich Deluxe Series Warlock (Rare only 200 made exclusively for Guitar Center)

エレクトリック・ベースギター
- B.C. Rich Revenge Warlock Electric Bass Guitar
- B.C. Rich Bronze Warlock Bass Electric Guitar
- B.C. Rich Paolo Gregoletto Signature Warlock Bass
- B.C. Rich Warlock NJ Deluxe 4-String Bass
- B.C. Rich NJ Deluxe Warlock 5-String Bass